# Слободянюк Маркіян Сергійович
Маркія́н Сергі́йович Слободяню́к (7 листопада 1907, село Маркуші Уланівської волості Літинського повіту Подільської губернії, тепер Хмільницького району Вінницької області — 5 листопада 1982, місто Вінниця) — український радянський діяч, голова Вінницького обласного виконавчого комітету. Герой Соціалістичної Праці (26.02.1958). Депутат Верховної Ради СРСР 2—4-го скликань. Депутат Верховної Ради УРСР 5—6-го скликань. Кандидат у члени ЦК КПУ в 1952—1954 роках і 1961—1966 роках. Член ЦК КПУ в 1954—1961 роках.

## Біографія
Член ВКП(б) з 1929 року.
Освіта середня. Перебував на комсомольській роботі, працював секретарем районного комітету ЛКСМУ на Вінниччині.
Потім — на партійній роботі. З 1938 по 1941 рік — 1-й секретар Вінницького сільського районного комітету КП(б) України.
Під час німецько-радянської війни був евакуйований у східні райони СРСР, з 1941 по 1943 рік працював начальником політичного відділу радгоспу в Челябінській (Курганській) області РРФСР. У 1943—1944 роках — 2-й секретар Усть-Уйського районного комітету ВКП(б) Курганської області.
У 1944 — березні 1956 року — 1-й секретар Вінницького районного комітету КПУ.
6 березня 1956 — січень 1963 року — голова виконавчого комітету Вінницької обласної ради депутатів трудящих.
У січні 1963 — грудні 1964 року — голова виконавчого комітету Вінницької сільської обласної ради депутатів трудящих.
У грудні 1964 — січні 1966 року — голова виконавчого комітету Вінницької обласної ради депутатів трудящих.
З 1966 року — на пенсії в місті Вінниці.

## Нагороди
- Герой Соціалістичної Праці (26.02.1958)
- два ордени Леніна (27.02.1948, 26.02.1958)
- орден Вітчизняної війни І ст. (1.02.1945)
- орден Трудового Червоного Прапора (23.09.1952)
- орден «Знак Пошани» (22.03.1966)
- медаль «За трудову доблесть» (25.12.1959)